# Medizin mit Herz
Medizin mit Herz, vormals Medizin ohne Grenzen, ist ein Verein mit Sitz in Hennef. Er wird vom Verfassungsschutz NRW als extremistischer salafistischer Verein eingestuft und beobachtet. Der Verfassungsschutz Berlin stellt ihn in eine Reihe mit u. a. Ansaar International und Helfen in Not als „Hilfsvereine mit salafistischer Ausrichtung“.

## Aktivitäten
Der Verein wurde 2013 unter dem Namen Medizin ohne Grenzen gegründet und später in Medizin mit Herz umbenannt.
Im September 2015 führten Mitglieder des Vereins für 150 Flüchtlingskinder und deren Eltern aus der landeseigenen Erstaufnahmeeinrichtung in Köln-Chorweiler einen Tagesausflug in ein Kinderspielland durch, bei dem die Asylsuchenden gedrängt worden seien, am Deutschunterricht in vereinseigenen Einrichtungen von "Medizin mit Herz" teilzunehmen. Später tauchten Videoaufnahmen der Aktion im Internet auf. Nachdem den Betreibern der Unterkunft, der Johanniter-Unfall-Hilfe, dieser Umstand auffiel, stellten sie sofort die Zusammenarbeit mit den Personen ein.
Auf eine Kleine Anfrage der CDU Opposition zum Umgang mit salafistischen Vereinen in NRW erklärte Landesinnenminister Ralf Jäger: „Der Verein sammelt Hilfsgüter und Krankenwagen für vordergründig humanitäre Zwecke in Syrien. Durch seine Aktivitäten hat er Bezüge auch in andere Bundesländer. Akteure, die für den Verein tätig sind und für ihn werben, können der salafistischen Szene in Bonn zugerechnet werden. Aus diesem Grund werden der Verein und seine Aktivitäten durch den Verfassungsschutz Nordrhein-Westfalen beobachtet.“
Der Leiter der Verfassungsschutzes Nordrhein-Westfalen Burkhard Freier sagte im Oktober 2015 über die Organisation: „Dieser Verein ist eine überregionale extremistisch-salafistische Organisation in NRW. Sein Ziel ist es, über die vermeintlich humanitäre Hilfe, vor allem jüngere Menschen für eine extremistische Ideologie zu gewinnen. Letztlich ist das eine der Ursachen für Ausreisen nach Syrien. Der Verein will die Flüchtlinge von unseren demokratischen Grundwerten entfernen. Und das ist verfassungsfeindlich. Ein zweites Ziel ist es, Sach- und Geldspenden für Organisationen in Syrien zu sammeln.“

## Publikationen über den Verein
- Extremistischen Salafismus erkennen. Kompaktinformationen für Mitarbeiterinnen und Mitarbeiter in Flüchtlingseinrichtungen. (PDF; 3,2 MB) In: im.nrw. Ministerium für Inneres und Kommunales des Landes Nordrhein-Westfalen, März 2016.